# Giedrius Subačius
Giedrius Subačius (ur. 26 kwietnia 1960 w Kownie) – litewski językoznawca i lituanista. Zajmuje się socjolingwistyką historyczną, rozwojem języków standardowych, historią języka litewskiego i rozwojem alfabetów. Jego dorobek obejmuje dwie monografie na temat historii dziewiętnastowiecznej litewszczyzny (1998, 2001) i kilka wydań krytycznych dziewiętnastowiecznych litewskich dzieł lingwistycznych. Jest założycielem i redaktorem czasopisma „Archivum Lithuanicum”.

## Życiorys
W 1983 roku ukończył studia z języka i literatury litewskiej na Uniwersytecie Wileńskim. W latach 1983–1992 pracował na Uniwersytecie Wileńskim; w latach 1989–1990 przebywał na uczelniach w Poznaniu i Warszawie. W 1992 roku został zatrudniony w Instytucie Języka Litewskiego; w latach 2001–2003 był dyrektorem Instytutu. W 1994 roku zaczął wykładać na Wydziale Lituanistyki Uniwersytetu Illinois w Chicago; od 2008 roku profesor.
Jego żoną jest pisarka Giedra Radvilavičiūtė.